# 박민희 (독립운동가)
박민희는 일제강점기의 독립운동가이다.

## 개요
일제강점기의 독립운동가이다. 1992년 대통령 표창을 추서받았다.

## 생애
박민희는 1879년 9월 25일 강원도 횡성군 서원면 분일리에서 태어났다. 그는 1919년 4월 12일 횡성군 서원면 분일리에서 독립만세 시위운동을 일으키기로 계획하여 주민 50여명을 규합, 봉화를 올린 후 태극기와 대한독립만세’라고 쓴 기를 앞세우고 독립만세를 고창하면서 시위행진을 벌이다가 일경의 무력탄압으로 체포되었다. 이후 5월 15일 경성지방법원에서 보안법 위반 혐의로 징역 8개월을 선고받고 옥고를 치렀다. 출옥 후 횡성군에서 조용히 지내다 1945년 2월 2일에 사망했다.
대한민국 정부는 1992년 박민희에게 대통령표창을 추서했다.